# 名港盃
名港盃（めいこうはい）は愛知県競馬組合が名古屋競馬場ダート1700mで施行する地方競馬の重賞（SPI）競走である。格付けは2024年までSPIIであった。
正式名称は「スポーツニッポン賞 名港盃」、スポーツニッポン新聞社が優勝杯を提供している。競走名は愛知県名古屋市港区に位置する名古屋港の略称「名港」から。

## 概要
1997年にサラブレッド系4歳（現3歳）以上の東海（愛知・笠松）所属馬限定の重賞競走「スポーツニッポン賞 名港盃」として創設。1998年から北陸・東海地区交流競走として施行、金沢所属の競走馬が出走可能となり、この年から中央競馬の天皇賞（秋）のステップ競走の北陸・東海地区（2000年からは近畿地区、2008年からは中国地区を含む）のブロック代表馬として、優勝馬はオールカマー、毎日王冠、京都大賞典のいずれかの競走に出走可能となる。さらにこのいずれかの競走で上位2着までに入賞すると、天皇賞（秋）へ出走可能となる。2000年から北陸・東海・近畿地区交流競走として施行、兵庫所属の競走馬が出走可能となる。
2001年からは施行距離をダート1900mに変更され、2008年からは北陸・東海・近畿・中国地区交流競走として施行、福山所属の競走馬が出走可能となり、この年はスポーツニッポン新聞社が1948年に創刊して60周年を迎えた事を記念して、「創刊60周年記念スポーツニッポン賞 名港盃」という名称で施行された。
2022年からは名古屋競馬場の移転に伴い、ダート2000mへ距離が変更される。
2025年より施行距離を1700mに短縮されるとともに、格付けもSPIIからSPIに昇格される。
負担重量は創設当初はハンデキャップ、1998年 - 2008年は馬齢重量、2009年から2011年は定量で、2012年以後は別定となっている。

### 条件・賞金等（2025年）
出走条件
サラブレッド系3歳以上、東海所属。
負担重量
別定。3歳55kg、4歳以上57kg（牝馬2kg減）
賞金額
1着1000万円、2着350万円、3着200万円、4着150万円、5着100万円、着外10万円。
副賞
スポーツニッポン新聞社賞、愛知県競馬組合管理者賞、開催執務委員長賞

## 歴史
- 1997年 - 名古屋競馬場のダート1600mのサラブレッド系4歳（現3歳）以上の東海所属馬限定のハンデキャップの重賞（SPII）競走「スポーツニッポン賞 名港盃」として創設。
- 1998年
  - この年から北陸・東海地区交流競走として施行され、出走条件を「サラブレッド系4歳（現3歳）以上の北陸・東海所属馬」に変更。
  - 天皇賞（秋）へのステップ競走に指定され、1着馬に天皇賞（秋）トライアルへの出走権が付与される様になる。
  - 負担重量を「ハンデキャップ」から「馬齢重量」に変更。
  - 愛知の斉藤弘光が調教師として史上初の連覇。
- 2000年 - この年から北陸・東海・近畿地区交流競走として施行され、出走条件を「サラブレッド系4歳（現3歳）以上の北陸・東海・近畿所属馬」に変更。
- 2001年
  - 馬齢表示の国際基準への変更に伴い、出走条件を「サラブレッド系4歳以上の北陸・東海・近畿所属馬」から「サラブレッド系3歳以上の北陸・東海・近畿所属馬」に変更。
  - 施行距離をダート1900mに変更。
- 2007年 - 愛知の吉田稔が騎手として史上初の連覇。
- 2008年
  - この年から北陸・東海・近畿・中国地区交流競走として施行され、出走条件を「サラブレッド系3歳以上の北陸・東海・近畿・中国所属馬」に変更。
  - 「創刊60周年記念スポーツニッポン賞 名港盃」の名称で施行。
- 2009年 - 負担重量を「馬齢重量」から「定量」に変更。
- 2013年 - 福山競馬場の廃止により中国地区から競馬場がなくなったため、出走条件を「サラブレッド系3歳以上の北陸・東海・近畿所属馬」に変更。
- 2021年 - この年から東海所属馬限定として施行され、出走条件を「サラブレッド系3歳以上の東海所属馬」に変更。
- 2022年 - 名古屋競馬場の移転に伴い、施行距離をダート2000mに変更。
- 2023年 - 「創刊75周年記念スポーツニッポン賞 名港盃」の名称で施行。
- 2025年
  - 施行距離をダート1700mに変更。
  - SPIに格上げ。

### 歴代優勝馬
2022年以後は新・名古屋競馬場で施行。
| 回数   | 施行年月日    | 距離  | 優勝馬             | 性齢 | 所属 | タイム | 優勝騎手 | 管理調教師 | 馬主                 |
| ------ | ------------- | ----- | ------------------ | ---- | ---- | ------ | -------- | ---------- | -------------------- |
| 第1回  | 1997年7月21日 | 1600m | マルブツブルボン   | 牡5  | 愛知 | 1:41.5 | 宇都英樹 | 斉藤弘光   | 大澤毅               |
| 第2回  | 1998年7月20日 | 1600m | ナガラダンディ     | 牡6  | 愛知 | 1:42.5 | 戸部尚実 | 斉藤弘光   | ナガラ観光（有）     |
| 第3回  | 1999年7月20日 | 1600m | メモリーベイツ     | 牡4  | 愛知 | 1:40.3 | 内沢信昭 | 塚田隆男   | （株）シンザンクラブ |
| 第4回  | 2000年7月20日 | 1600m | ハイブリッジ       | 騸5  | 愛知 | 1:41.3 | 宇都英樹 | 斉藤弘光   | 森昭彦               |
| 第5回  | 2001年7月4日  | 1900m | レジェンドハンター | 牡4  | 笠松 | 2:02.2 | 安藤光彰 | 高田勝良   | 廣瀬普               |
| 第6回  | 2002年7月19日 | 1900m | ブラウンライアン   | 牡4  | 愛知 | 2:00.3 | 兒島真二 | 国光徹     | 小島史代             |
| 第7回  | 2003年7月25日 | 1900m | イッコーオー       | 牡7  | 愛知 | 2:00.9 | 竹下太   | 岩田幸一   | 溝口俊夫             |
| 第8回  | 2004年7月23日 | 1900m | パープルモンク     | 牡8  | 笠松 | 2:03.2 | 川原正一 | 井上孝彦   | 畑中政雄             |
| 第9回  | 2005年7月7日  | 1900m | ヨシノイチバンボシ | 牡4  | 愛知 | 2:01.4 | 大畑雅章 | 錦見勇夫   | 野田雅昭             |
| 第10回 | 2006年7月26日 | 1900m | タカラアジュディ   | 牡5  | 愛知 | 2:01.7 | 吉田稔   | 角田輝也   | 中村敏明             |
| 第11回 | 2007年7月26日 | 1900m | ウイニングウインド | 牡6  | 愛知 | 2:06.4 | 吉田稔   | 原口次夫   | 奥村幸男             |
| 第12回 | 2008年7月18日 | 1900m | テキサスイーグル   | 牡4  | 愛知 | 2:04.2 | 柿原翔   | 藤ヶ崎一人 | 小菅誠               |
| 第13回 | 2009年7月10日 | 1900m | カモンネイチャ     | 牡6  | 愛知 | 2:04.2 | 丸野勝虎 | 今津勝之   | 誓山正伸             |
| 第14回 | 2010年7月30日 | 1900m | シンワコウジ       | 牡4  | 愛知 | 2:02.0 | 戸部尚実 | 川西毅     | 若尾昭一             |
| 第15回 | 2011年7月22日 | 1900m | キングスゾーン     | 牡9  | 愛知 | 2:04.8 | 安部幸夫 | 原口次夫   | 杉本伸彦             |
| 第16回 | 2012年7月19日 | 1900m | ミヤジメーテル     | 牝4  | 愛知 | 2:01.9 | 大畑雅章 | 今津博之   | 大西優               |
| 第17回 | 2013年7月19日 | 1900m | デジタルゴールド   | 牝6  | 愛知 | 2:02.6 | 岡部誠   | 角田輝也   | 竹内三年             |
| 第18回 | 2014年7月21日 | 1900m | ピッチシフター     | 牝4  | 愛知 | 2:02.6 | 大畑雅章 | 川西毅     | （有）グランド牧場   |
| 第19回 | 2015年7月20日 | 1900m | アップアンカー     | 牡5  | 愛知 | 2:01.5 | 佐藤友則 | 原口次夫   | 加藤守               |
| 第20回 | 2016年7月18日 | 1900m | アクロマティック   | 騸6  | 園田 | 2:05.9 | 下原理   | 新子雅司   | 野田善己             |
| 第21回 | 2017年7月17日 | 1900m | エイシンニシパ     | 牡4  | 西脇 | 2:04.7 | 田中学   | 橋本忠明   | 平井宏承             |
| 第22回 | 2018年7月16日 | 1900m | カツゲキキトキト   | 牡5  | 愛知 | 2:04.0 | 大畑雅章 | 錦見勇夫   | 野々垣正義           |
| 第23回 | 2019年7月15日 | 1900m | ポルタディソーニ   | 牝5  | 愛知 | 2:02.5 | 宮下瞳   | 瀬戸口悟   | 吉岡泰治             |
| 第24回 | 2020年7月23日 | 1900m | タガノジーニアス   | 牡7  | 園田 | 2:04.5 | 下原理   | 新子雅司   | 八木秀之             |
| 第25回 | 2021年7月22日 | 1900m | ナムラマホーホ     | 牡4  | 愛知 | 2:02.8 | 戸部尚実 | 藤ケ崎一人 | 北澤信               |
| 第26回 | 2022年7月18日 | 2000m | ペイシャシオン     | 牡4  | 愛知 | 2:10.1 | 大畑雅章 | 榎屋充     | 北所拓也             |
| 第27回 | 2023年7月17日 | 2000m | ナムラマホーホ     | 牡6  | 愛知 | 2:09.4 | 岡部誠   | 藤ケ崎一人 | 北澤信               |
| 第28回 | 2024年7月15日 | 2000m | ロードランヴェルセ | 騸5  | 愛知 | 2:08.3 | 丸山真一 | 坂口義幸   | 組)リノレーシング    |
| 第29回 | 2025年7月21日 | 1700m | サンテックス       | 牡5  | 愛知 | 1:48.5 | 丸野勝虎 | 塚田隆男   | 橋元勇氣             |

※馬齢は2000年以前についても現表記を用いる。